# 海剌儿千户所
海剌儿千户所，中国明代在东北地区所置羈縻千户所之一。朝廷冊封當地酋長為名義上的官員（类似于土司），管理当地各部族，其首領大多為蒙古族世襲領袖。
明成祖永乐三年（1405年）十月，东北各羁縻卫所首领前来北京贡马，明朝封恺腊儿（海拉尔）鞑靼人把秃为千户，赐诰印、冠带、袭衣及钞币等，在海剌儿河（今海拉尔河）流域设立海剌儿千户所。辖境相当于今内蒙古自治区呼伦贝尔市、满洲里市等地。

### 文献
- 谭其骧 等：《中国历史地图集》